# باول كلارك (سياسي)
باول كلارك (بالإنجليزية: Paul Clark) هو سياسي بريطاني، ولد في 29 أبريل 1957 في Gillingham, Kent ‏ في المملكة المتحدة. نشط حزبياً في حزب العمال.

## مناصب
- في الانتخابات العامة في المملكة المتحدة 1997 [الإنجليزية]‏، انتخب عضو البرلمان الثاني والخمسون للمملكة المتحدة عن دائرة غيلينغام وقد انضم خلال فترته النيابية ‏ (1 مايو 1997 – 14 مايو 2001) للكتلة البرلمانية حزب العمال.
- في الانتخابات العامة في المملكة المتحدة 2001، انتخب عضو برلمان المملكة المتحدة الـ53 عن دائرة غيلينغام وقد انضم خلال فترته النيابية ‏ (7 يونيو 2001 – 11 أبريل 2005) للكتلة البرلمانية حزب العمال.
- في الانتخابات العامة في المملكة المتحدة 2005، انتخب عضو برلمان المملكة المتحدة الـ54 عن دائرة غيلينغام وقد انضم خلال فترته النيابية ‏ (5 مايو 2005 – 12 أبريل 2010) للكتلة البرلمانية حزب العمال.
- انتخب وزارة النقل (المملكة المتحدة) (5 أكتوبر 2008 – 6 مايو 2010).